# Corydoras britskii
Corydoras britskii é um peixe peixe tropical de água doce pertencente à subfamília Corydoradinae e à família Callichthyidae.
Tem distribuição no Centro-Oeste brasileiro, podendo ser encontrado no Mato Grosso e no Mato Grosso do Sul. De acordo com a IUCN, seu estado de conservação é pouco preocupante.

## Taxonomia e etimologia
O nome do gênero, Corydoras, vem do grego, kory = capacete, doras = pele.
O epíteto específico é em homenagem a Heraldo A. Britski, ictiologista e curador de peixes do Museu de Zoologia da Universidade de São Paulo, no Brasil, que chamou a atenção dos descritores da espécie e permitiu que o peixe fosse cientificamente descrito.
A espécie foi descrita em 1983, por H. Nijssen e I.J. H. Isbrücker, colocada em outro gênero, sendo nomeada Brochis britskii. A espécie passou para o gênero Corydoras em 2003, quando Brochis foi considerado um sinônimo daquele.
O holótipo foi coletado em Poconé, no Mato Grosso. Alguns parátipos foram coletados em Poconé, e outros em Miranda, no Mato Grosso do Sul.

## Biologia
Habita água doce, entre temperaturas de 20 e 24ºC, e pH entre 6.0 e 7.0. O tamanho padrão de seu corpo é de 88mm, aproximadamente, da ponta da cabeça à base da cauda, ou seja desconsiderando o tamanho da cauda. Fêmeas adultas são maiores do que os machos.
Possui um número incomum de espinhas dorsais, entre 15 e 18, enquanto a maioria dos coridoras possuem apenas 6 a 8. Outros peixes que anteriormente estavam classificados como Brochis também possuem mais espinhas dorsais, como C. splendens com 10 a 12, e C. multiradiatus com 17 a 18. As espinhas peitorais podem penetrar a pele humana, portanto precisam ser manuseados com cuidado. Acredita-se que as secreções da base de cada espinha podem ser tóxicas.
De acordo com trabalho por J. Müller ainda não publicado, possui respiração aérea facultativa.

## Aquarismo
Assim como diversas espécies de Coridora, é um peixe procurado para habitar aquários, mas sua raridade faz com que seja mais caro que seus parentes próximos. Sites especializados recomendam um aquário de dimensão mínima de 120 x 45 cm, com substrato de areia, podendo ser usado cascalho arredondado caso seja mantido com bastante higiene. Quanto à dieta, são forrageiros generalistas, aceitando boa parte dos alimentos secos que caem até o fundo do aquário, podendo incluir também pequenos animais congelados, como os vermes Tubifex. Devem ser mantidos em grupos de 6 a 8 indivíduos da mesma espécie. O aquário também deve incluir rochas e/ou refúgios de madeira como locais para o peixe se esconder em seus momentos de inatividade.